# BAE Systems Tempest
Il BAE Systems Tempest è un progetto anglo-italiano di caccia multiruolo stealth, di sesta generazione, proposto nel 2018 dalla BAE Systems, e dalla Leonardo, per la Royal Air Force britannica e l'Aeronautica Militare italiana. 
Nel 2022 il progetto è confluito nel programma Global Combat Air Programme (GCAP), fondendosi col progetto giapponese F-X, ovvero, l'analoga proposta di Mitsubishi per la Kōkū Jieitai.

## Storia del progetto
Il Tempest fu annunciato dal Segretario della Difesa Britannico Gavin Williamson il 16 luglio 2018 al Farnborough Airshow, come parte della Combat Air Strategy.

### Il Team Tempest
Il progetto iniziale era sviluppato da un consorzio di enti ed aziende conosciuto come Team Tempest, fra i quali figuravano il Ministero della difesa britannico, BAE Systems, Rolls-Royce, Leonardo S.p.A. e MBDA Italy ed era concepito per sostituire l'Eurofighter Typhoon (in servizio presso la RAF e l'Aeronautica Militare italiana), entro il 2035.
Il governo britannico, nel 2018, aveva intenzione di investire nel progetto due miliardi di sterline fino al 2025. Il 7 luglio 2019 era stato annunciato l'ingresso nel programma della Svezia, con un piano di investimenti di altri due miliardi di sterline, facendo supporre la possibile futura sostituzione del Gripen E proprio con il Tempest.
Il 10 settembre 2019, a Londra, il Segretario Generale della Difesa e Direttore Nazionale degli Armamenti Gen. Nicolò Falsaperna aveva firmato una lettera di intenti che sanciva l'ingresso dell'Italia nel programma, con la partecipazione delle industrie nazionali nello sviluppo.
Il 22 luglio 2020, le aziende delle nazioni coinvolte nel progetto (Regno Unito, Italia, Svezia) avevano avviato formalmente la collaborazione per lo sviluppo del Tempest. Le società coinvolte nella cooperazione industriale comprendevano: BAE Systems, Rolls-Royce, Leonardo, Elettronica SpA Avio Aero, MDA Italy, Saab, GKN Aerospace Sweden.
Il 9 dicembre 2022, un comunicato congiunto dei governi di Regno Unito, Giappone ed Italia, annuncia il Global Combat Air Programme (GCAP), dicitura per la nuova partnership fra le tre nazioni, per portare a compimento la sesta generazione di aerei da combattimento. In pratica, viene stabilita la fusione del progetto del Tempest con quello dell'F-X nipponico sviluppato dalla Mitsubishi. Lo sviluppo inizierà dal 2024, mentre il caccia entrerà in servizio entro il 2035.
Successivamente a questo accordo, la Svezia (che, a differenza di Italia e Regno Unito, non aveva mai formalmente fatto parte del progetto, se non in forma di collaborazione) abbandona il progetto, dichiarando di non prevedere la sostituzione del suo aeromobile di punta fino al 2031. La parte svedese aveva già preso le distanze prima dell'accordo col Giappone, per divergenze con Regno Unito e Italia.

## Tecnica
Il primo mockup del BAE Systems Tempest presentato nel 2018 al Farnborough Airshow, era caratterizzato da ali a delta, stabilizzatori verticali inclinati verso l'esterno e due motori incassati all'interno della cellula, in una configurazione tipica dei caccia stealth. Altre caratteristiche annunciate erano la capacità di operare con o senza equipaggio a bordo, l'equipaggiamento con armi ad energia diretta non cinetica (laser, microonde, ad impulsi elettromagnetici, ecc.), la possibilità di lanciare missili ipersonici per attaccare bersagli in volo o a terra, e la capacità di guidare e coordinare uno sciame di droni.
L'aereo doveva essere dotato di intelligenza artificiale, di capacità di cooperare e comunicare con gli altri aerei del proprio stormo (per una migliore coordinazione operativa) e avere la cabina virtuale (con il pilota dotato di visore VR ed elmetto di tipo HMD e il suo stato di salute monitorato tramite lettura dei segnali neurologici).
Successivamente al primo mockup, erano emerse diverse novità portate dalla Leonardo, tra le quali un nuovo sistema RWR, 4 volte più preciso e 10 volte più compatto e leggero di quello dei più moderni velivoli da combattimento. Per la propulsione si era optato per un motore adattivo di tipo ADVENT/AETD/AETP (tecnologia ancora in fase di sviluppo), in grado di fornire energia 10 volte maggiore di quella attualmente fornita dai motori del caccia Typhoon.